# Халиков, Ильдар Шафкатович
Ильдар Шафкатович Халиков (тат. Илдар Шәфкать улы Халиков; 21 ноября 1967, Агрыз, Татарская АССР, РСФСР, СССР) — российский предприниматель, бывший премьер-министр Республики Татарстан (2010—2017), заместитель генерального директора ОАО «КАМАЗ» (1996—2003), председатель Совета директоров АО «Татэнерго» (2017—2022). Финансовый директор ООО «Максимилианс-Казань» (2018—н.в.).

## Биография
Отец, Шафкат Рафикович, всю жизнь проработал в сфере образования. Имеет почётное звание «Заслуженный учитель РТ».
Мать, Лузея Газизовна, работала учителем математики в Агрызской средней школе № 1. Награждена Почётной грамотой Президента РТ.
После окончания школы в 1985 году проходил службу в рядах Советской Армии. В 1987 году поступил в Казанский государственный университет им. В. И. Ульянова-Ленина, окончил который в 1992 году по специальности «правоведение».
С 1993 по 1995 год — ведущий специалист, и. о. начальника управления краткосрочного и долгосрочного кредитования, депозитов и ценных бумаг, начальник управления акционерного коммерческого банка «Челны-банк». Под руководством Ильдара Халикова в банке было создано подразделение, которое предоставляло возможность жителям города инвестировать в ценные бумаги.
С 1995 по 1996 год — заместитель начальника Правового управления ОАО «КАМАЗ». В этой должности курировал сотрудничество ОАО «КАМАЗ» с американской инвестиционной компанией «Kohlberg Kravis Roberts» и «Европейским Банком Реконструкции и Развития» (ЕБРР). Результатом работы стало получение КАМАЗом в августе 1995 года кредита в размере $100 млн.
С 1996 по 2003 год — директор по финансам, заместитель генерального директора по экономике и финансам — директор по экономике и финансам, заместитель генерального директора по корпоративной стратегии ОАО «КАМАЗ».
Ильдар Халиков руководил реструктуризацией кредитов КАМАЗа на сумму более $1,3 млрд, включая долги перед ЕБРР, Министерством финансов России, Внешторгбанком России и другими банками. Итогом реализации проекта стала конвертация долга в акции компании, что позволило избежать банкротства компании.
Главной задачей был вывод компании на безубыточность. Были существенно сокращены затраты (более чем 30 % на энергозатраты, более чем в 4 раза на прочие расходы), ликвидирован бартер, разработана и внедрена в производство новая продукция (тяжелые самосвалы, автобусы, пожарные машины). По итогам 2001 года ОАО «КАМАЗ» вышел на безубыточность.
С 14 августа 2003 по 2005 год — глава администрации города Набережные Челны.
С 1 января 2006 года — глава муниципального образования город Набережные Челны, мэр города.
С 22 апреля 2010 года по 3 апреля 2017 года — премьер-министр Республики Татарстан.
В 2018 году, после ухода с государственной службы, Ильдар Халиков занял пост финансового директора сети ресторанов «Максимилианс». Все рестораны открывались с привлечением кредитов, общий объём которых превысил 1 млрд рублей которые на начало 2023 года были полностью погашены. На 2023 год сеть насчитывает 8 ресторанов в Казани, Самаре, Уфе, Новосибирске, Екатеринбурге, Челябинске, Красноярске, Тюмени, каждый из которых имеет собственную пивоварню и концертную площадку.
С 2017 года — председатель Татарстанского регионального отделения Общероссийской общественной организации «Ассоциация юристов России».
С 4 апреля 2017 года по 31 декабря 2022 года — председатель Совета директоров АО «Татэнерго».

## Награды
Государственные награды:
- медаль «За отличие в воинской службе II степени», 1987 г.,
- медаль «70 лет Вооружённых Сил СССР», 1997 г.,
- медаль «В память 1000-летия Казани», 2005 г.,
- орден Дружбы, 2008 г.,
- медаль Республики Татарстан «За доблестный труд», 2012 г.,
- орден Почёта, 2014 г.,
- орден «Дуслык», 2015 г.,
- медаль ордена «За заслуги перед Республикой Татарстан», 2017 г.

Общественные награды и звания
- медаль МВД России «200 лет МВД России», 2002 г.
- почётный знак Военного комиссариата Республики Татарстан «За доблестный труд в местных органах военного управления», 2004 г.
- нагрудный знак Министерства обороны РФ «За создание автомобильной техники», 2004 г.
- знак «За содействие МВД России», 2005 г. (учреждён МВД Российской Федерации)
- почётный знак журнала боевых действий Госнаркоконтроля РФ «Наркомат» «Орден Наркомат II степени», 2005 г.
- нагрудный знак «Почётный сотрудник МВД Республики Татарстан», 2005 г.
- юбилейная медаль РОСТО (ДОСААФ) «60-лет победы в Великой Отечественной войне 1941—1945 г.г.», 2005 г.
- медаль Федеральной службы госстатистики РФ «За активное участие во Всероссийской сельскохозяйственной переписи 2006 года», 2006 г.
- орден Святого благоверного князя Даниила Московского III степени, 2006 г.
- медаль «За служение Кузбассу» (учреждена Постановлением Губернатора Кузбасса), 2006 г.
- почётный знак Военного комиссариата Республики Татарстан «За доблестный труд в местных органах военного управления», 2006 г.
- нагрудный юбилейный знак «Государственная дума. 100 лет», 2006 г.
- лауреат Республиканского конкурса «Лучший муниципальный служащий 2006 года» в номинации «Лучший руководитель муниципального образования», 2006 г.
- благодарственное письмо Президента Республики Татарстан, 2006 г., 2007 г., 2008 г.
- почётная грамота Министра обороны РФ, 2007 г.
- памятная медаль внутренних войск МВД России «За содействие», 2007 г.
- памятная медаль «Патриот России», 2007 г.

## Семья
Жена — Гузель Илмировна Халикова. Дети: сын — Тимур (р. 1998); дочери — Камилла (р. 2002), Амина (р. 2010).
Владеет русским, татарским и английским языками.